# Kathedrale der Geburt der heiligen Mutter Gottes (Rostow am Don)
Die Kathedrale der Geburt der heiligen Mutter Gottes in Rostow am Don ist eine Kathedrale der russisch-orthodoxen Diözese Rostow und Nowotscherkassk und ein architektonisches Denkmal.

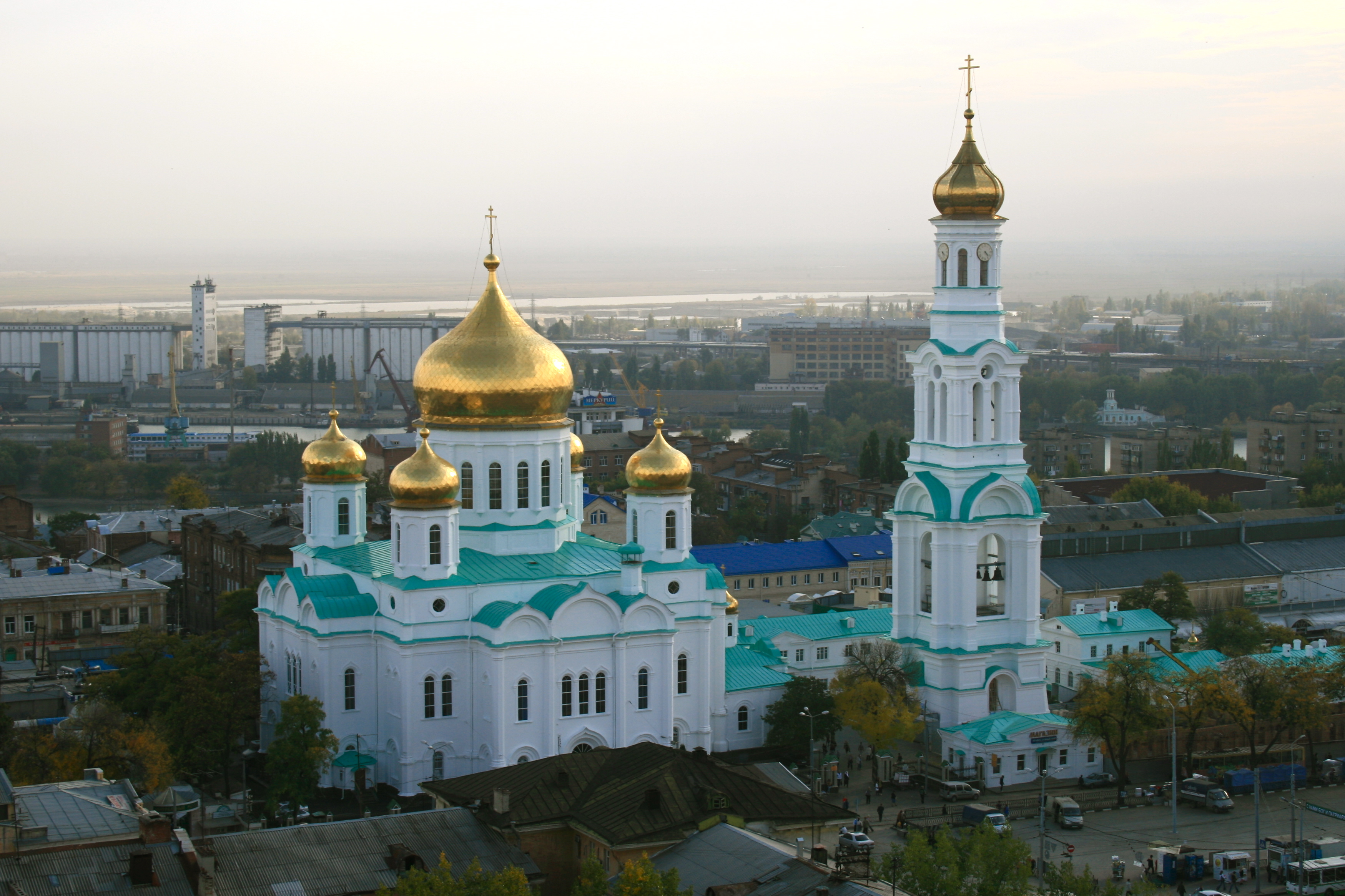
Kathedrale in Rostow am Don

## Vorgeschichte
Am Ende des 18. Jahrhunderts wurde nach einer großflächigen Umsiedlung der Soldaten, Bürger und Kaufleute in die Freiheit beschlossen, in derselben Siedlung nahe dem heutigen Zentralmarkt eine Kirche der Geburt der heiligen Mutter Gottes zu errichten. Der Grundstein wurde am 20. Februar 1781 gelegt, so dass die Kirche am 5. September 1781 eröffnet werden konnte. Am 27. Dezember 1791 brannte die Kirche nach einem Blitzeinschlag jedoch nieder.
Der damalige Bürgermeister, der Kaufmann M. P. Naumow, stellte bei Metropolit Gabriel, dem Oberhaupt der Diözese Jekaterinoslaw, der zu der Zeit für das jetzige Rostower Gebiet verantwortlich war, den Antrag auf den Bau einer neuen Kirche. 1795 wurde an derselben Stelle die Kirche der Geburt der heiligen Mutter Gottes errichtet, die zunächst einen kaufmännischen Status hatte. Auf seinem Territorium befand sich eine weitere Kirche, die so genannte Warme Kirche der drei Heiligen. Im Jahr 1822 wurde die Kirche durch ein Dekret der Heiligen Synode zur Kathedrale.

## Geschichte
Aufgrund des rapiden Bevölkerungswachstums der Stadt wurde 1854 der Bau der neuen Steinkirche genehmigt. Zuvor stand an der Stelle eine Kirche mit Holzkuppeln.
Die Kathedrale wurde in der Zeit von 1854 bis 1860 nach dem Design des Architekten Konstantin Andrejewitsch Thon errichtet und ähnelt äußerlich anderen Kirchen, die nach seinen Entwürfen erbaut wurden: der Christ-Erlöser-Kathedrale in Moskau, der Gedenk-Kirche des Semenov-Regiments in St. Petersburg und der Heiliger-Geist-Kathedrale in Petrosawodsk.
Hauptkurator des Baus war der Kirchenvorsteher Konstantin Michailow-Nefjedow. Auf Kosten des erblichen Ehrenbürgers von Rostow, I. S. Pantschenko, wurden die Wände der Kathedrale gestrichen, Ikonen gekauft, ein kostbarer Kirchenzaun hergestellt und wertvolle Kreuze an den Kuppeln angebracht.
1887 wurde ein vierstöckiger Glockenturm errichtet.
1937 wurde die Kathedrale geschlossen, und auf ihrem Territorium befanden sich ein Zoo und später ein Lagerhaus. In den 1940er-Jahren wurden die oberen Etagen des Glockenturms zerstört.
Während der deutschen Besatzung wurde die Kathedrale 1942 wiedereröffnet. 1950 wurden die Gemälde in der Kathedrale restauriert, 1988 wurde das Innere der Kirche rekonstruiert.
Zum 250-jährigen Jubiläum der Stadt Rostow am Don im Jahr 1999 wurde der Glockenturm in seiner ursprünglichen Form wiederhergestellt.

## Belege
- Кафедральный собор Рождества Пресвятой Богородицы
- Е. И. Малаховский «Храмы и культовые сооружения Ростова-на-Дону, утраченные и существующие» (auf der Website «Ростовский словарь»)

Koordinaten: 47° 13′ 2,3″ N, 39° 42′ 43″ O